# Cornelius Horan
Cornelius Horan, detto Neil (Knockeenahone, 22 aprile 1947), è un presbitero irlandese.
Diverse volte gli è stato attribuito il soprannome di The Grand Prix Priest (lett. Il prete dei Gran Premi) o The Dancing Priest (lett. Il prete danzante), per essersi fatto notare in alcuni eventi sportivi ingrandendo, così, popolarità e notorietà.
Le invasioni che l'hanno reso celebre sono quelle avvenute durante il Gran Premio di Gran Bretagna 2003 e durante la maratona di Atene 2004, al fine di promuovere la sua credenza religiosa al mondo, mostrando dei fogli con su scritto "Read the Bible" (lett. Leggete la Bibbia).
Nel 2005 l'arcivescovo di Southwark ha disposto la dimissione dallo stato clericale.

## Biografia

### Primi anni e sacerdozio
Secondo di 13 figli, Horan nacque a Knockeenahone, Scartaglen, ed attualmente vive nel Sud di Londra. Horan studiò teologia prima all'Università di St Brendan a Killarney e poi all'Università di St Peter a Wexford e fu ordinato sacerdote nel 1973. A partire dal 1974 mostrò un evidente interesse verso la Compagnia Apostolica di Cristo, alla quale si unì nel 1980.
Horan si interessò anche alle profezie e pubblicò un libro intitolato A Glorious New World Very Soon to Come ("Un glorioso nuovo mondo arriverà presto"), basato sulla fine del mondo; pubblicò anche un libretto intitolato A Glorious New World ("Un glorioso nuovo mondo"). Altri lavori includono Christ Will Soon Take Power From All Governments ("Presto Cristo prenderà il potere da tutti i governi"). Secondo Horan, nel Secondo Arrivo di Gesù Cristo, Gesù dominerà il mondo da Gerusalemme e ci saranno due classi di persone: i santi immortali, che guideranno un governo mondiale per un millennio dalla città religiosa, ed i cittadini mortali, che diventeranno gli ebrei adottati e vivranno per 900 anni.
In passato ad Horan fu ordinato, dai suoi superiori della Chiesa cattolica, di ricevere un trattamento psichiatrico, a Killarney ed in Harley Street. In seguito, fu derubato per l'ampio uso di sermoni, al fine di "avanzare le sue visioni sensazionali"; inoltre, Horan si è descritto come "un prete cattolico romano in sabbatico."

### Gran Premio di Gran Bretagna 2003
Il 20 luglio 2003, durante il Gran Premio del Campionato Mondiale di Formula 1 a Silverstone, Horan fece un'invasione di pista, lungo il rettilineo Hangar Straight, portando un kilt e sventolando una bandiera religiosa e dei fogli con scritto "Read the Bible" ("Leggete la Bibbia") e "The Bible is always right" ("La Bibbia ha sempre ragione"); di conseguenza scese in pista la Safety car ed intervenne un commissario di gara, che lo placò spintonandolo a terra e lo trascinò per un braccio fuori pista. Ripristinata la situazione, Horan venne arrestato e processato con l'accusa di trasgressione aggravata, venendo condannato a due anni e due mesi di reclusione, anche se venne rilasciato prima del previsto.

### Epsom Derby 2004
Il 5 giugno 2004, in occasione della Epsom Derby, Horan venne catturato dalla polizia alcuni attimi prima che scendesse in pista andando verso i cavalli in corsa; venne rilasciato più tardi, anche se la polizia era consapevole che Horan era intenzionato a manifestarsi nei successivi eventi sportivi.

### Atene 2004 - Maratona maschile
Il 29 agosto 2004 Horan si rese protagonista di un'altra clamorosa invasione. Durante la maratona maschile dei giochi olimpici di Atene, al 35° chilometro, fece irruzione sul percorso e spintonò l'atleta brasiliano Vanderlei de Lima, che in quel momento era in testa alla corsa. Il prete portava un cartello con scritto: The Grand Prix priest. Israel fulfillment of prophecy says the Bible, the second coming is near (trad. “Il sacerdote del Gran Premio. Israele compimento della profezia dice la Bibbia, la seconda venuta è vicina”).
Horan venne allontanato dall'atleta e percosso da un corpulento spettatore greco, Polyvios Kossivas, che subito dopo aiutò de Lima a riprendere la gara. Horan venne arrestato prontamente dalla polizia greca e de Lima concluse la gara terzo, lasciando il primo posto all'italiano Stefano Baldini ed il secondo allo statunitense Mebrahtom Keflezighi. Dopo l'incontro con Horan, de Lima accusò dei dolori al muscolo di una gamba.
De Lima dichiarò in seguito: "C'era un pazzo sul percorso, era cattivo. Fu davvero brutto, per me. Io ero spaventato, perché non sapevo quello che poteva accadermi, se quest'uomo era armato con un coltello, una pistola o qualche altra cosa, e se mi avesse ucciso... Quello che è successo in quegli istanti mi è costato la medaglia d'oro".
Dopo quest'evento, la corte greca obbligò Horan a pagare una multa di 3000 €, evitando una pena di 5 anni di reclusione. Horan si scusò per l'accaduto. Anche il fratello del prete, Dan Horan, si scusò per le azioni di Cornelius e propose di incarcerarlo, dicendo: "La famiglia è totalmente scioccata ed atterrita da quello che lui sta facendo."
Il 20 gennaio 2005 Horan venne scomunicato dalla Chiesa cattolica. Venne informato della notizia in una riunione con l'Arcivescovo di Southwark, a Londra, e protestò dicendo: "Io rifiuto completamente questa decisione. Io faccio appello alla corte più alta dei cieli ed alla corte di Gesù Cristo".

### Accuse di abuso minorile
Horan subì un processo il 28 ottobre 2004, con l'accusa di aver assalito, tra il 1990 ed il 1992, una bambina di 7 anni. La corte, tuttavia, impiegò meno di un'ora per assolvere Horan dalle accuse.

### Coppa del Mondo di calcio 2006
Durante la Coppa del Mondo del 2006, in Germania, Horan venne arrestato dalla polizia prima che inscenasse un'ennesima invasione: aveva scritto alla Cancelliera tedesca Angela Merkel ed al giornale di Kingdom di County Kerry, Irlanda, informandoli che stava progettando di ballare fuori dallo stadio di Berlino, di fronte alla Coppa del Mondo. Aveva anche dichiarato che "Adolf Hitler era un buon leader che stava seguendo la parola di Cristo"; aveva anche fatto il saluto nazista ed acceso una candela per Hitler alla sede centrale della Gestapo. Passò due mesi in custodia, ma fu rilasciato il 15 settembre 2006, quando il giudice dimise il caso.

### Limitazioni legali
Nell'estate 2006 Horan fu visto ballare su degli affissi ondulanti di Londra. Il 13 aprile 2007 Horan ricevette un ASBO, che gli proibì di frequentare alcuni distretti amministrativi londinesi, oltre alla maratona di Londra, fino all'8 giugno.

### Ospedale di Saint Mary
Durante il periodo d'attesa davanti alla porta d'ingresso dell'ala Lindo dell'Ospedale di Saint Mary, nella zona ovest di Londra, prima della nascita del primo figlio del principe William, Horan apparve davanti ai media con un cartello recitante su un lato "La regina Elisabetta è molto probabilmente l'ultimo monarca della Gran Bretagna", mentre sull'altro "La regina Elisabetta è molto probabilmente predetta nella Bibbia". Distribuì inoltre un biglietto da visita, che diceva "Neil Horan, il ballerino irlandese di talento della Gran Bretagna. Mi esibisco ai matrimoni. La mia missione nella vita è aiutare a preparare il mondo per la Seconda Venuta".

### Lettera di David Norris
Durante la campagna elettorale in vista delle Elezioni presidenziali in Irlanda del 2011, l'ex senatore David Norris, secondo l'Irish Times, avrebbe spedito una lettera di ringraziamenti ad Horan, in quanto l'ex presbitero gli aveva fatto pervenire un opuscolo su "varie profezie messianiche". Norris ammise nella lettera: "Ad essere sincero non l'ho ancora letto in dettaglio", ma ha dichiarò anche che si sarebbe "alzato in piedi e l'avrebbe letto con grande interesse", una volta tornato da un viaggio a Berlino. Aggiunse: "Lo passerò poi a mia zia che ha appena compiuto 100 anni ed ha sempre mostrato un vivo interesse per questo tipo di materiale".

### Rishi Sunak
Nell'ottobre 2022 ha protestato presso 10 Downing Street contro la nomina a primo ministro del Regno Unito di Rishi Sunak.